# Кушаков, Сергей Иванович
Сергей Иванович Кушаков (6 июля 1956, Кулье, Псковская область — 7 августа 2016, Санкт-Петербург) — советский и российский актёр театра и кино, заслуженный артист России (2008).

## Биография
Родился в деревне Кулье (Печорский район, Псковская область). В 1974—1978 годах учился в ЛГИТМиК (курс Александра Куницына), после окончания которого вошёл в труппу Ленинградского театра-студии «Время».
С 1982 года до выхода на пенсию в 2016 году играл в театре имени Ленсовета.
В кинематографе был известен по ролям в детективных сериалах, в частности, в многосерийном фильме «Ментовские войны», где он сыграл начальника службы безопасности криминального авторитета, впоследствии бизнесмена П. С. Набокова по прозвищу «Апостол».
Похоронен в Санкт-Петербурге на Волковском кладбище .

## Семья
Жена — Светлана Станиславовна Смирнова, актриса, с ней познакомился ещё в студенчестве. Расстались после почти 20 лет совместной жизни.
- Дочь — Светлана Кушакова
  - Внучка — Вероника Лебединская

## Награды и премии
- Заслуженный артист России (2008).

## Работы в театре
- «Дуэнья» Р. Шеридан — Дон Херонимо
- «Кошка на раскалённой крыше» — Брик
- «Победительница» — Игорь Константинович, Кирилл
- «Рояль в открытом море» — Морозов
- «Трёхгрошовая опера» — Уолтер, Маттиас-Монета
- «Станция» — Савелий Яковлевич
- «Вы чьё, старичьё?» — Андрей
- «Песнь о городе» — Он
- «Тайный грех председателя Саши» — Саша
- «Я — женщина» — Сергей
- «Трагики и комедианты» — Люкин
- «Таланты и поклонники» — Бакин
- «Карусель по г-ну Фрейду» — Супруг
- «Месяц в деревне» — Ракитин
- «Ты и только ты» — Макс
- «Лицо» — Эгерман
- «Дама-призрак» — Дон Хуан
- «С болваном» — Иван 1
- «Маленькая девочка» — Сергей Сомов
- «Дверь в смежную комнату» — Рис
- «Гедда Габлер» — Йорген Тесман
- «Испанская баллада» — Муса
- «Гедда Габлер» — Йорган Тесман
- «Смешные деньги» — инспектор Слейтон
- «Мера за меру» — Эскал
- «Последняя жертва» — Салай Салтаныч

## Фильмография
1. 1981 — Два голоса — Степан
2. 1984 — Мой друг Иван Лапшин — Егоров, ведущий артист местного театра
3. 1989 — Победительница — Игорь Константинович
4. 1991 — Жертва для императора
5. 1993 — Паром «Анна Каренина»
6. 2002 — Тайны следствия 2 (фильм 5-й «Роль жертвы») — Андрон Латковский, писатель
7. 2003 — Не ссорьтесь, девочки! — Дроздов
8. 2005 — Ментовские войны-2 (Фильм 3 — «В условиях неочевидности») — Нагорный
9. 2006 — Ментовские войны 3 (Фильм 1 — «Казаки-разбойники», Фильм 2 — «Образ врага», Фильм 3 — «Второй фронт») — Олег Эдуардович Нагорный
10. 2008 — Ментовские войны 4 (Фильм 1 — «Золотая стрела») — Олег Эдуардович Нагорный
11. 2008 — Ментовские войны. Эпилог — Олег Эдуардович Нагорный
12. 2008 — Смешные деньги — Слейтон
13. 2008 — Старшеклассники — Виктор Легин
14. 2009 — Версия (фильм 6 «Контрольный выстрел») — Вадим Вадимович Рудковский
15. 2009 — Литейный 4 (15 серия «Оборотень») — Тукаев
16. 2010 — Клеймо — Георгий Теплицкий
17. 2010 — Ментовские войны 5 (Фильм 1 — «Другая река») — Олег Эдуардович Нагорный, начальник охраны «Апостола»
18. 2010 — Страховщики (4-я серия «Перелом») — Николаев
19. 2011 — Формат А4 — художник, сосед Анны
20. 2012 — Агент особого назначения 4 (фильм 2 «Генерал алмазной карьеры») — Валентин Антипов
21. 2012 — БС — генерал
22. 2012 — Время Синдбада (фильм 1 «Фламандский гамбит») — Виктор Сергеевич Сергеев
23. 2012 — Груз (фильм 8 «Небо в алмазах») — Пётр Степанович Мельников, генерал-майор
24. 2012 — Принцип Хабарова (фильм 3 «Бриллиантовый день») — Ротмистров, психотерапевт
25. 2013 — Позывной «Стая» (фильм 3 «Кулон атлантов») — Константин Андреевич Маркин, профессор
26. 2014 — Старое ружьё — Серафим Петрович, отец Любы, врач
27. 2015 — Погоня за прошлым — Сесар Мартинес, наркодилер
28. 2015 — Своя чужая (8-я серия «Меньшее зло») — начальник медцентра
29. 2015 — Чума — Борис Борисович, композитор
30. 2017 — Шеф. Игра на повышение (серии 2, 4) — Роман Валерьевич Панкратов, генерал-майор